# Boldog szám
Boldog szám az a pozitív egész szám, amelyre igaz, hogy ha kiszámítjuk számjegyeinek négyzetösszegét, majd ezt az így kapott számmal szükség szerint addig ismételjük, amíg egyjegyű számot nem kapunk, akkor az eredmény 1 lesz.
Például boldog szám a 23, mert 2² + 3² = 4 + 9 = 13,   1² + 3² = 1 + 9 = 10,   1² + 0² = 1 + 0 = 1.
Azt a számot, amelynél a folyamat végeredménye nem 1, boldogtalan számnak nevezzük.
Boldog számok 500 alatt: 1, 7, 10, 13, 19, 23, 28, 31, 32, 44, 49, 68, 70, 79, 82, 86, 91, 94, 97, 100, 103, 109, 129, 130, 133, 139, 167, 176, 188, 190, 192, 193, 203, 208, 219, 226, 230, 236, 239, 262, 263, 280, 291, 293, 301, 302, 310, 313, 319, 320, 326, 329, 331, 338, 356, 362, 365, 367, 368, 376, 379, 383, 386, 391, 392, 397, 404, 409, 440, 446, 464, 469, 478, 487, 490, 496. (A007770 sorozat az OEIS-ben)
|  |  |

## Boldog prímek
A boldog prímek olyan számok, amelyek boldog számok és prímszámok egyszerre.
Boldog prímek 3000 alatt:
7, 13, 19, 23, 31, 79, 97, 103, 109, 139, 167, 193, 239, 263, 293, 313, 331, 367, 379, 383, 397, 409, 487, 563, 617, 653, 673, 683, 709, 739, 761, 863, 881, 907, 937, 1009, 1033, 1039, 1093, 1151, 1277, 1303, 1373, 1427, 1481, 1487, 1511, 1607, 1663, 1697, 1733, 1847, 1933, 2003, 2039, 2063, 2111, 2221, 2309, 2333, 2339, 2383, 2393, 2417, 2557, 2693, 2741, 2833, 2851, 2903, 2963. (A035497 sorozat az OEIS-ben)